# Płyta nagrobna Elżbiety wołogoskiej w Bergen
Płyta nagrobna Elżbiety wołogoskiej w Bergen – kamienna, dobrze zachowana płyta o tradycyjnym kształcie pochodząca z ok. 1473 r., o wymiarach 237 cm (wysokość) × 124 cm (szerokość), wmurowana w ścianie zachodniej części kruchty dawnego kościoła cysterek (Kościół Mariacki) w Bergen na Rugii, na której to płycie wyryto, obwiedziony napisem: Anno d(omi)ni / m cccc • lxxiii • fe(r)ia • q(ua)rta • post • iudica • obiit / Jllust(ri)s • p(ri)nceps / et • do(min)a • d(omi)na • Elisabet • abbatissa i(n) berg(en) ora p(ro) ea, wizerunek Elżbiety, córki księcia wołogoskiego Warcisława IX, przełożonej zgromadzenia w latach 1460–1473.

## Opis płyty
Nagrobna płyta wapienna opatki Elżbiety pochodząca z ok. 1473 r. pierwotnie znajdowała się w prezbiterium dawnego kościoła cysterek (Kościół Mariacki) w Bergen na Rugii, choć jeszcze w latach 90. XIX w. wątpiono, czy znajdowała się ona nad jej miejscem spoczynku, ale nie wykluczano już tego. Wtórnie (prawdopodobnie w 1896 lub 1897 r.) została wmurowana we wschodnią ścianę zachodniej kruchty tego kościoła, w lewej jej części. Płyta dobrze zachowana, o tradycyjnym kształcie, wysoka jest na 237 cm, a jej szerokość to 124 cm. Postać zmarłej 7 kwietnia 1473 r. opatki – córki księcia wołogoskiego Gryfity Warcisława IX i Zofii, najprawdopodobniej z książąt sasko-lauenburskich, przełożonej tamtejszych cysterek co najmniej od 5 stycznia 1460 r. aż do swojej śmierci – wyryta jest w pełnej postaci, odziana w habit, pod baldachimem (nad lewym ramieniem postaci brak motywu kwiatowego), w prawym ręku dzierży oznakę swojej godności – pastorał, w lewej zaś liber caudatus. Wyobrażenie to nie posiada z racji czasu powstania oraz użytego materiału cech indywidualnych, jest przedstawieniem typowym. Wokół przedstawienia figuralnego, jak było wówczas w zwyczaju, znajduje się wstęga (o szerokości 9,5 cm) z inskrypcją łacińską zapisaną minuskulnym gotykiem z takimiż wersalikami, umiejscowioną w zagłębieniu między dwoma kamiennymi listwami: Anno d(omi)ni / m cccc • lxxiii • fe(r)ia • q(ua)rta • post • iudica • obiit / Jllust(ri)s • p(ri)nceps / et • do(min)a • d(omi)na • Elisabet • abbatissa i(n) berg(en) ora p(ro) ea, tj. Roku pańskiego 1473 w środę po [niedzieli] Judica zmarła oświecona księżna i pani, pani Elżbieta, opatka w Bergen, módl się za nią. Napis rozpoczyna się w górnej lewej części zabytku. Słowa oddzielone są czworokątami. W narożach przedstawienia pomieszczono opatrzone symbolami ewangelistów medaliony. Napis w dolnej części płyty (wraz z tym fragmentem przedstawienia) jest częściowo wytarty.

## Charakterystyka duktu inskrypcji i kwestie związane z jej odczytem
Litery długie wystają znacząco poza pole środkowe. Charakterystyczny jest kształt majuskulnych liter A – pseudouncjalne, z pogrubioną lewą linią ukośną, oraz E – zaokrąglone wewnętrznie i o znacznie wykraczających w pola wydłużeń górnych i dolnych szeryfach, oraz minuskulnych a – zróżnicowanych graficznie, ale dwudzielnych, r – ograniczone do łuku i ponad nim umieszczonego czworokąta, oraz x – o lewej kresce umieszczonej pionowo. Po wyrazie d(omi)ni wyryty został krzyż rombowy, natomiast w zakończeniu drugiej części inskrypcji, po słowie obiit znajdują się trzy czworokąty. W wyrazie do(min)a nadpisane a zostało ukazane jedynie przez dwa czworokąty; podobnie uczyniono w wyrazie ora. Natomiast wyraz pro wyryty został w formie znaku specjalnego niewłaściwego wywodzącego się ze skrótów prawniczych (notae iuris). Istnieje możliwość odczytu wyrazu q(ua)rta, jako q(u)i(n)ta, jest to jednak lekcja mniej prawdopodobna.

## Próby odczytu inskrypcji w XVIII–XX wieku
Johann David Fabarius w swojej publikacji z 1738 r. odczytał końcowy fragment inskrypcji jako Bergensis oratorii Priorissa. Ze względu na znaczne wytarcie dolnej partii płyty i ten fragment inskrypcji (Jllust(ri)s • p(ri)nceps) był odczytywany różnorodnie. Odczyt Johanna Jacoba Grümbkego w wydaniach jego książek z 1819 r. i z 1833 r. (poza podstawianiem pod znak krzyża wyrazu cruciati tylko w tej drugiej pozycji i błędnym rozwiązaniem dnia śmierci – 8 kwietnia) był następujący: i(n) monast(erio) p(ri)ncip(issa) et ducissa (ten ostatni wyraz pomimo odczytu do); dodatkowo odczytywał on końcową partię inskrypcji jako orate pro ea. Identyczny zapis podał Julius Bentley Løffler w swoim artykule z 1873 r. o kościele w Bergen, a powtórzył go też w 1879 r. tłumacz tego artykułu na język niemiecki – Gottlieb von Rosen. Właściwie przytoczył w tej formie inskrypcję Alfred Haas i w swoim artykule z 1891 r., i w książce z 1893 r. – jedyną różnicą był zapis du(cissa), jak również błędnie (8 kwietnia) rozwiązana data śmierci. Powtórzył też ten odczyt w 1897 r. w swoim artykule Martin Wehrmann, ale właściwie rozwiązał datę śmierci (7 kwietnia). Nowego odczytu inskrypcji dokonał w tym samym, 1897 r. Ernst von Haselberg w opracowanym przez siebie katalogu zabytków rejencji stralsundzkiej. Pierwsza część inskrypcji przyjęła formę: Anno d(omi)ni †, natomiast ta w dolnym fragmencie płyty: i(n) m(o)n(a)s(terio) p(r)iori(ssa) et do(minarum), w tym drugim fragmencie błędną, ponieważ skutkowała zaistnieniem podwójnego nazewnictwa – priorissa oraz abbatissa. W wydawnictwie tym zamieszczono też po raz pierwszy rysunek płyty. Przychylił się do tego ostatniego odczytu w swoim (pozbawionym atrybucji) artykule z 1898 r. Martin Wehrmann jako do bardziej wiarogodnego. Podobnie w popularnym wydawnictwie albumowym o pomorskich zabytkach zastosowano odczyt Haselberga. Odmiennie – w 1924 r., w pierwszym tomie swojej książki o pomorskich instytucjach kościelnych – odniósł się do problemu odczytu Hermann Hoogeweg. Uznał on, że tekst w dolnej części płyty jest zbyt nieczytelny, a odczyt tego fragmentu przez Grümbkego i Haasa jest lepszy niż Haselberga. Odmiennie niż poprzednicy dokonał odczytu następujących po tym fragmencie wyrazów et do(mina). W 1990 r. Maria Glińska błędnie podała pierwszą część inskrypcji w odczycie Haasa jako: pria grta zamiast feia qrta.